# 安康圣母圣殿 (哈里哈尔)
安康圣母圣殿（英語：Basilica of Our Lady of Health）位于印度卡纳塔克邦達文蓋雷县哈里哈尔，是一个圣母朝圣中心。
不分种姓、语言和宗教的人都经常造访该堂。 在8月至9月的庆祝活动期间，成千上万的朝圣者来到该堂。该堂的庆日是9月8日圣母圣诞瞻礼.2018年，20万名信徒参加了节日庆祝。

## 历史
基督教在卡纳塔克邦有着悠久的历史。该堂的历史可追溯到18世纪。1992年8月31日，建造了一座献给安康圣母的新教堂。2012年5月27日，该堂正式宣布为天主教希莫加教区的教区朝圣地。
2019年9月18日，梵蒂冈将哈里哈尔安康圣母堂升格为宗座圣殿。 这是卡纳塔克邦的第三座宗座圣殿，仅次于班加罗尔总教区的圣母圣殿，和乌杜皮教区的圣老楞佐圣殿。正式庆祝活动于2020年1月15日举行。